# مورنو (بازیکن فوتبال اسپانیایی)
مورنو (انگلیسی: Moreno؛ زادهٔ ۱۷ مهٔ ۱۹۸۶) بازیکن فوتبال اهل اسپانیا است.
از باشگاه‌هایی که در آن بازی کرده‌است می‌توان به باشگاه ورزشی تنریف و باشگاه فوتبال بیرکیرکارا اشاره کرد.